# 芸術教育研究所
芸術教育研究所（げいじゅつきょういくけんきゅうじょ）は主に絵画や造形作品の製作とその教育的な活用を目的とする研究所。「おもちゃは子どもが触れる最初の芸術」との考えから「おもちゃ美術館」を開設し世界各地の知育玩具を展示するなど、私設ながらすぐれた幼児教育の現場研究を創出している。
近年では従来の幼児・学童を対象にしていた芸術教育から、高齢者のアクティビティー活動にも研究対象を広げている。
研究成果をもとにした指導者育成にも力を入れ、毎年夏に開催される「夏の芸術教育学校」では全国の幼児・学童指導者約4,000名を対象に指導を行っている。
所長の多田千尋（ただちひろ）は芸術教育並びに福祉文化の専門家。早稲田大学福祉文化論講師。
明治大学卒業後、ロシア・プーシキン大学に留学。芸術教育研究所、東京おもちゃ美術館、高齢者アクティビティ開発センター等の代表を務める。経済誌『週刊ダイヤモンド（2009年4月11日号）』の社会起業家特集において「日本の社会起業家30人」の1人に選ばれる。

## 所在
- 東京都中野区新井2-2-10
  - 西武新宿線新井薬師前駅より西側徒歩10分
  - JR中央線中野駅より中野通り沿い北側方向徒歩13分

## 沿革
- 1957年：設立